# 李乾祐
李乾祐（?—?），京兆长安人，隋朝司隸刺史李偉節的儿子。

## 生平
李乾祐在贞观初年为殿中侍御史。鄃县县令裴仁轨，私下役使看门人，唐太宗大怒，要处斩他。李乾祐劝谏：“法律，陛下制之于上，率土尊之于下，是陛下与天下百姓共有的，并非陛下独有。现在裴仁轨轻罪却处以极刑，刑罚不当，则人无所措手足。臣忝居宪司，不敢奉制。”太宗高兴，免除裴仁轨死罪，任命李乾祐为侍御史。李乾祐母亲去世，他结庐于墓侧，负土成坟，唐太宗遣使至墓地吊丧，旌表其门。历任长安县令、治书侍御史，担任万年令时，李乾祐发现韩思彦的才干。
永徽元年（650年），李乾祐为御史大夫。蜀王李愔纵马踩踏庄稼。典军杨道整叩马劝谏，李愔脱曳捶打他。御史大夫李乾祐弹劾李愔之罪，唐高宗大怒，贬李愔为黄州刺史。擢升杨道整匡道府折冲都尉。李乾祐为御史大夫，在御史台别置台狱，于是御史中丞、侍御史都能关押罪犯。李乾祐与中书令褚遂良不合，被。出为邢州刺史、魏州刺史。
李乾祐虽强直有器干，但亲昵小人，在外州与令史结友，书信往返，令刺探朝廷之事。被友人所告发，褚遂良于是构陷他，流放爱州、驩州。后来担任沧州刺史。乾封年间，为桂州都督，入朝为司刑太常伯（刑部尚书）。推举京兆功曹参军崔擢为尚书郎，没有成功，私自告诉崔擢。总章二年（669年），崔擢犯罪，告发李乾祐泄漏禁中语以赎罪，李乾祐免官，卢承庆代李乾祐为刑部尚书。不久，李乾祐去世。李昭德，是李乾祐的庶子。

## 子孙
- 李昭德
  - 李元紘
- 李餘福，監察御史